# Luka Markešić
Luka Markešić (Proslap kod Prozora, 23. prosinca 1937. - Sarajevo, 7. kolovoza 2014.) bio je provincijal Franjevačke provincije Bosne Srebrene (1982. – 1991.) i predsjednik Hrvatskog narodnog vijeća Bosne i Hercegovine.
Markešić je u vrijeme komunističkog režima bio blizak Savezu komunista. Napisao je knjigu Crkva u samoupravnom socijalizmu (1986.) u kojoj je izrazio simpatije prema komunističkom režimu.
Markešić je postao predsjednik HNV-a BiH od osnutka udruge 1998. Od tada je na mjesto predsjednika biran tri puta. Njegovim zadnjim izborom na mjesto predsjednika 2011., dio članstva postao je nezadovoljan te HNV BiH napuštaju mnogi poznatiji članovi, među njima književnik Ivan Lovrenović i profesor Mile Lasić. Markešić je potom njih optužio da su pristaše politike Hrvatske demokratske zajednice BiH, dok se HNV BiH "svrstao za platformu SDP-a". Upravo je stvaranje platforme u Federaciji Bosne i Hercegovine izazvalo najveću političku krizu BiH od Daytonskog sporazuma zbog izostavljanja legitimnih hrvatskih predstavnika, HDZ-a BiH i HDZ-a 1990, a uključivanja minornih hrvatskih predstavnika, Hrvatske stranke prava BiH. Svejedno je Markešić HDZ-ove optužio da svojim prozivanjem zbog nelegitimnosti "rade na štetu Hrvata", te poručio "onima kojima se ova zemlja [BiH] ne sviđa, najbolje bi bilo da odu iz nje."

## Djela
- Markešić, Luka. 2009. Kako živjeti zajedno. Svjetlo riječi. Sarajevo. ISBN 9789958741845
- Markešić, Luka. 2008. Čovjek u Božijoj milosti: kršćanska antropologija. Franjevačka teologija. Sarajevo. ISBN 9789958742071
- Markešić, Luka. 2007. Čovjek u Božjoj budućnosti: kršćanska eshatologija. Franjevačka teologija. Sarajevo. ISBN 9789958742057
- Markešić, Luka. 2005. Crkva Božja: postanak, povijest, poslanje. Svjetlo riječi. Sarajevo. ISBN 9789958741395
- Markešić, Luka. 1995. Slučaj Bosna: dijagnoza, nalazi, terapija. Svjetlo riječi. Sarajevo.
- Markešić, Luka. 1986. Crkva u samoupravnom socijalizmu. Svjetlo riječi. Sarajevo.